# دوران طلایی هلند

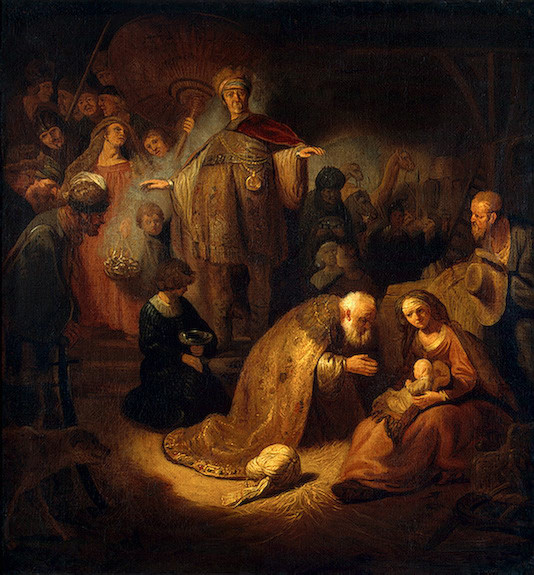
تابلویی از رامبرانت مربوط به دوران طلایی هلند

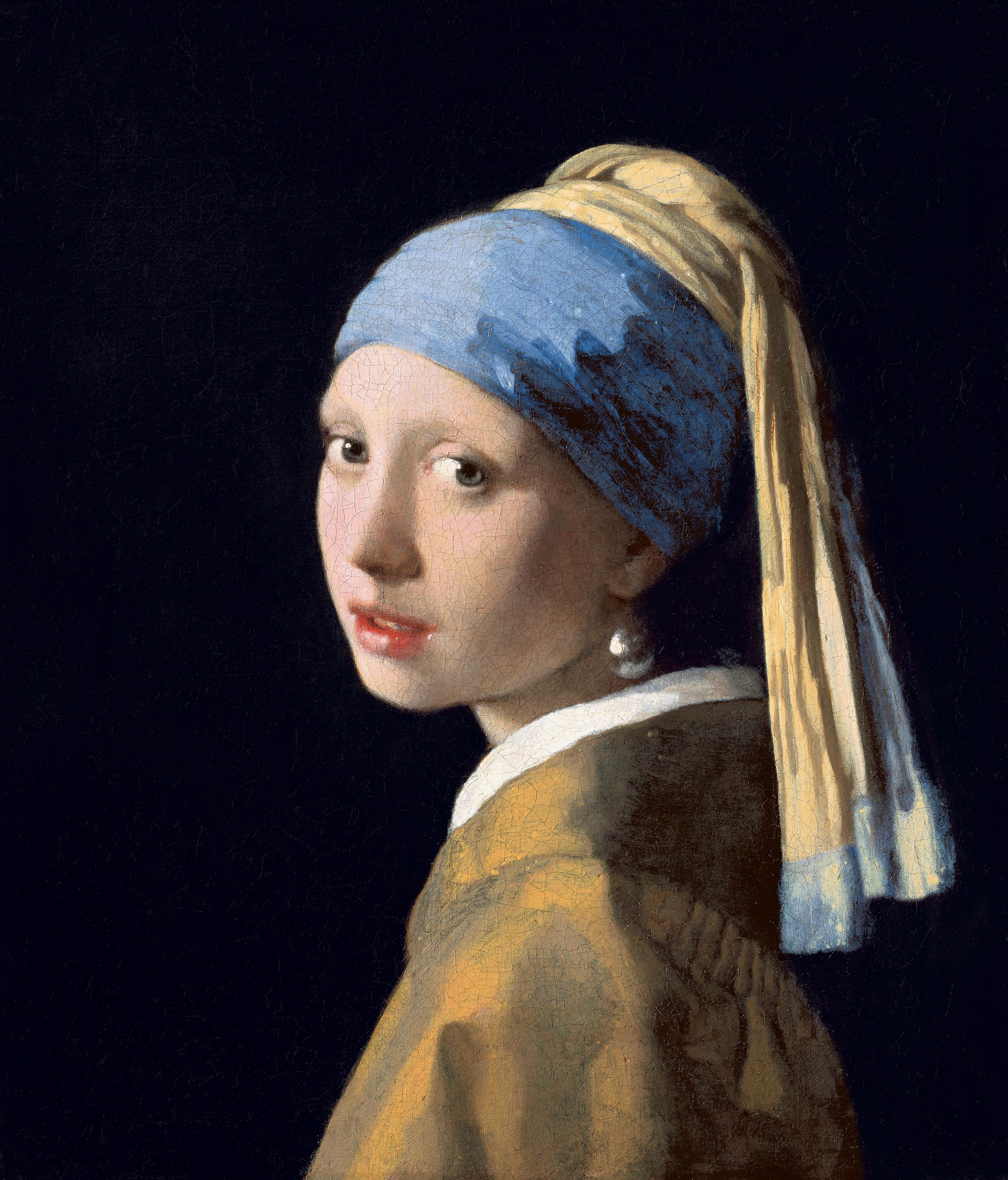
دختری با گوشوارهٔ مروارید از آثار برجستهٔ نقاش هلندی، یوهانس فرمیر، است. از این اثر به‌عنوان یکی از پایه‌های ثابت «دوران طلایی هلند» در هلندِ سدهٔ هفدهم میلادی یاد می‌شود.

دوران طلایی هلند (به هلندی: Gouden Eeuw؛ به انگلیسی: Dutch Golden Age) به دوره‌ای در سدهٔ هفدهم میلادی در هلند گفته می‌شود که سیاست، اقتصاد، فرهنگ و هنر در این کشور به اوج شکوفایی خود رسید و به شهرتی جهانی دست یافت. هر چند «دوران طلایی هلند» در واقع از سال‌های پایانیِ سدهٔ شانزده میلادی آغاز و به اوایل سدهٔ هجدهم ختم می‌شود، این اصطلاح بیشتر برای دورهٔ اصلیِ آن در سدهٔ هفدهم به‌کار می‌رود. نیمهٔ نخست سدهٔ هفدهم میلادی در هلند بیشتر به جنگ با اسپانیا گذشت. پس از پیروزی در جنگ، آرامش در کشور برقرار شد. هلندیان به کشف سرزمین‌های دیگر پرداختند و به‌ویژه از راه کمپانی هند شرقی هلند به فعالیت‌های گستردهٔ بازرگانی در کشورهای گوناگون پرداختند.
در ۱۶۰۴ آبخوست منهتن را از بومیان آمریکا و خریدند و شهر نیو آمستردام را پایه گذاشتند و این شهر را مرکز بازرگانی شان در آمریکای شمالی قرار دادند و نوآبادهای هلندی در آمریکای شمالی پس از آن گسترش یافتند. برقراری صلح در کشور و همچنین پیشرفت علم و افزایش ثروت، در هنر هلند هم بازتاب یافت. آثار برجای‌مانده از هنر هلند در دوران طلایی (به‌ویژه در زمینهٔ نقاشی) در بسیاری از موزه‌های هلند و بلژیک دیده می‌شوند و دوره‌های دانشگاهی برای بررسی این آثار ایجاد شده‌است. چندین فیلم مستند نیز در بارهٔ دوران طلایی هلند ساخته شده‌است. بسیاری از نام‌آوران فکر و فلسفه و فرهنگ هلند، از جمله باروخ اسپینوزا، رامبرانت و هوگو گروتیوس در همین روزگار می‌زیستند.